# Richard Cottingham
Richard Francis Cottingham (* 25. November 1946 in New York City) ist ein US-amerikanischer Serienmörder, der zwischen 1968 und 1980 sechs Frauen in der Gegend um New York ermordete. Wegen seiner Angewohnheit, seine Opfer zu zerstückeln und nur den Torso übrig zu lassen, ist er auch als „the torso killer“ (dt. „der Rumpfmörder“') bekannt. Er wurde 1981 des Mordes überführt, nachdem er nach einem versuchten Mord in unmittelbarer Tatortnähe gefasst wurde. Viele Bücher behandeln seine Taten, wie beispielsweise The Torso Killer oder The Prostitute Murders von Rod Leith. Er verbüßt im New Jersey State Prison in Trenton, New Jersey eine lebenslange Freiheitsstrafe.

## Leben
Cottingham wurde in The Bronx, New York City, als erstes von drei Kindern geboren. Im Jahre 1958 zog seine Familie nach River Vale, New Jersey. 1964 schloss er die Pascack Valley High School in Hillsdale ab.
Nach seinem Abschluss arbeitete Cottingham bis 1966 für seinen Vater als Informatiker in einer Versicherungsfirma, während er Computerkurse belegte. Von 1966 bis zu seiner Verhaftung arbeitete er als Informatiker bei der Blue Cross Blue Shield Association in New York und kam mit seinen Kollegen gut aus. Am 3. Mai 1970 heiratete er seine Frau Janet. Mit ihr hat er drei Kinder (* 1973, 1975, 1976). Im April 1979 reichte sie die Scheidung ein, da ihr Mann Affären hatte und in lokalen Schwulenbars gesichtet wurde. Nach Cottinghams Verhaftung im Juni 1980 zog Janet ihren Scheidungsantrag zurück und zog mit ihren Kindern nach Poughkeepsie, New York.

## Verbrechen

### Anfänge
Cottingham wurde für mehrere kleinere Verbrechen verhaftet, als er schon mit dem Morden begonnen hatte. Die Polizei wusste zu diesem Zeitpunkt noch nichts von diesen Taten. Am 3. Oktober 1969 wurde er in New York City wegen Alkohol am Steuer zu zehn Tagen Haft und einem Bußgeld von 50 US-Dollar verurteilt. Am 21. August 1972 wurde er in New Jersey des Ladendiebstahls in „Stern’s Department Store“ beschuldigt und zu einem Bußgeld von 50 US-Dollar verpflichtet.

### Mordserie
Sein erstes bekanntes Opfer war Nancy Schiava Vogel, die er 1968 ermordete. Die damals 29-jährige verheiratete Mutter von zwei Kindern wurde erwürgt. Ihr Leichnam wurde ohne Kleidung in ihrem Auto in der Nähe des Ridgefield Parks, New Jersey gefunden. Vogel wurde das letzte Mal drei Tage vor ihrem Tod gesehen, als sie sich auf den Weg zum Bingospielen in der örtlichen Kirche machte.
Am 2. Dezember 1979 fanden Feuerwehrmänner in einem Hotel nahe dem Times Square zwei Leichen, deren Hände und Köpfe abgetrennt waren. Sie waren mit Flüssigbrennstoff übergossen und angezündet worden. Die fehlenden Körperteile wurden nicht gefunden. Eine der beiden Toten konnte als Deedeh Goodarzi, eine 22-jährige Prostituierte aus Kuwait, identifiziert werden. Die andere Tote wurde nicht erkannt. Inspektoren der Mordkommission brachten den Fall mit dem Mord einer jungen Prostituierten in Verbindung, die im Januar 1979 am Times Square verschwand.
Fünf Monate danach, am 5. Mai 1980, fand die Polizei den Leichnam der 19-jährigen Valerie Ann Street in einem Hotel in New Jersey. Ihre Hände waren hinter ihrem Rücken zusammengebunden worden, ihr Körper war voller Bissspuren und sie hatte Verletzungen am Schienbein. Die Todesursache war Ersticken. Auf ihrem Mund wurden Spuren von Klebeband gefunden. Die Tat wurde mit einem früheren Mord im selben Hotel in Verbindung gebracht: Die 26-jährige Radiologin Maryann Carr wurde grausam zusammengeschlagen aufgefunden. Es gab allerdings keine eindeutigen Beweise dafür, dass beide vom selben Täter ermordet wurden. Am 15. Mai wurde Jean Reyner im Seville Hotel niedergestochen.

### Endgültige Festnahme
Am 22. Mai 1980 nahm Cottingham die 18-jährige Leslie Ann O’Dell in seinem Auto mit. Sie hatte sich dazu bereit erklärt, für 100 US-Dollar mit ihm zu verkehren. Die beiden checkten im selben Hotel ein, in dem auch Valerie Ann Street gefunden wurde. Er bot ihr eine Massage an und als er schließlich breitbeinig auf ihrem Rücken saß, bedrohte er sie mit einem Messer an ihrer Kehle, während er sie mit Handschellen fesselte. Cottingham begann damit, das Mädchen zu quälen und biss ihr dabei beinahe eine ihrer Brustwarzen ab. Später sagte sie aus, er habe zu ihr gesagt: „You have to take it. The other girls did, you have to take it too. You’re a whore and you have to be punished.“ (dt.: „Du musst es hinnehmen. Die anderen Mädchen haben es getan, und du musst es auch hinnehmen. Du bist eine Hure und musst bestraft werden.“) O’Dells unterdrückte Schreie wurden so laut, dass die vom vorherigen Mord bereits verängstigten Mitarbeiter des Hotels die Polizei riefen und vor Cottinghams Zimmer dazu aufforderten, die Türe zu öffnen. Er wurde von gerade eintreffenden Polizisten im Flur verhaftet. Bei seiner Verhaftung wurden bei ihm Handschellen, ein Knebel aus Leder, zwei Sklaven-Halsbänder, ein Springmesser, Spielzeugwaffen und ein Vorrat an verschreibungspflichtigen Arzneimitteln gefunden. In seinem Haus hatte er ein „Trophäenzimmer“, in dem er persönliche Gebrauchsgegenstände mancher seiner Opfer aufbewahrte. Die Beschuldigungen in seiner Anklageschrift beinhalteten Entführung, versuchten Mord, schwere Körperverletzung und Vergewaltigung.

### Verurteilung
Cottingham wurde des Mordes an Valerie Streets angeklagt und zu 173 Jahren Haft verurteilt. In den folgenden Verhandlungen wurde er für vier Morde mit bedingtem Vorsatz für schuldig befunden und seine Freiheitsstrafe wurde auf 197 Jahre erhöht.

## Filme
- Crime Scene: The Times Square Killer. 3-teilige Miniserie von Joe Berlinger (147 Minuten, Vereinigte Staaten 2021).